# ثيودور روزاك
ثيودور روزاك (بالإنجليزية: Theodore Roszak)‏‏ (15 نوفمبر 1933 في شيكاغو - 5 يوليو 2011 في بيركيلي، كاليفورنيا)؛ روائي، ومؤرخ، وعالم اجتماع، وكاتب، وأستاذ جامعي، وكاتب خيال علمي من الولايات المتحدة.

## الجوائز
- زمالة غوغنهايم
- Grand prix de l'Imaginaire [الإنجليزية]‏
- جائزة أذرويز [الإنجليزية]‏[11]